# Кирнаре
Кирна́ре (болг. Кърнаре) — село в Пловдивській області Болгарії. Входить до складу общини Карлово.

## Населення
За даними перепису населення 2011 року у селі проживали 879 осіб.
Національний склад населення села:
| Національність   | Кількість осіб | Відсоток |
| ---------------- | -------------- | -------- |
| болгари          | 555            | 66,9%    |
| цигани           | 244            | 29,4%    |
| турки            | 9              | 1,1%     |
| інша             | 0              | 0%       |
| не визначились   | 21             | 2,5%     |
| Всього відповіли | 829            |          |

Розподіл населення за віком у 2011 році:
Динаміка населення: